# San Giovanni di Fassa
San Giovanni di Fassa (in ladino Sèn Jan) è un comune italiano sparso di 3 651 abitanti, istituito il 1º gennaio 2018 dalla fusione dei comuni di Pozza di Fassa e di Vigo di Fassa.

## Storia
Il 20 novembre 2016 si tenne un referendum sulla fusione dei Comuni di Vigo di Fassa e Pozza di Fassa, che diede esito positivo.
Il nuovo comune è operativo dal 1º gennaio 2018, con sede comunale a Pozza di Fassa; inizialmente esso venne battezzato con il nome di "Sèn Jan di Fassa", una denominazione mistilingue, in parte in ladino e in parte in italiano, dichiarata illegittima dalla Corte costituzionale il 7 dicembre 2018.
Fa parte de I borghi più belli d'Italia.

### Simboli
Lo stemma è stato approvato con deliberazione della Giunta provinciale del 12 marzo 2018 n. 374.
Stemma
Gonfalone
Il gonfalone attuale è stato approvato con deliberazione della Giunta provinciale del 3 settembre 2021, n. 1464, che modifica quello approvato nel 2018 aggiungendo l'iscrizione "SAN GIOVANNI DI FASSA" alla denominazione del Comune.

## Monumenti e luoghi d'interesse

### Architetture religiose
- Chiesa della Natività di San Giovanni Battista, nella frazione di San Giovanni
- Chiesa di San Giovanni Nepomuceno, nella frazione di Vallonga
- Chiesa di San Lorenzo, nella frazione di Pera
- Chiesa di San Nicolò, nella frazione di Pozza di Fassa
- Chiesa di Santa Giuliana, nella frazione di Vigo di Fassa

## Società

### Evoluzione demografica
Abitanti censiti

### Ripartizione linguistica
Nel comune di San Giovanni di Fassa è diffuso l'uso della variante brach del dialetto fassano (fascian), appartenente alla lingua ladina dolomitica.
| Censimento | Popolazione | Ladini | Non ladini | % ladini | Fonte  |
| ---------- | ----------- | ------ | ---------- | -------- | ------ |
| 2001       | 2860        | 2508   | 352        | 87,7%    | [ 9 ]  |
| 2011       | 3345        | 2824   | 521        | 84,4%    | [ 9 ]  |
| 2021       | 3898        | 2443   | 1455       | 66,1%    | [ 10 ] |

## Geografia antropica
Il comune di San Giovanni di Fassa comprende i centri abitati di Pera, Pozza, Vigo e le località di Costa, Larzonei (Larcionè), Monzon (Muncion), Passo di Costalunga (Mont de Vich), Ronch, San Giovanni (Sèn Jan), Tamion, Val, Vallonga (Valongia).
Nel territorio comunale sono presenti due stazioni sciistiche: il Buffaure nell'ex comune di Pozza di Fassa e il Ciampedie a Vigo di Fassa.

## Amministrazione
| Periodo         | Periodo        | Primo cittadino     | Partito      | Carica                  | Note   |
| --------------- | -------------- | ------------------- | ------------ | ----------------------- | ------ |
| 1º gennaio 2018 | 27 maggio 2018 | Antonio Paolo Arman |              | Commissario prefettizio | [ 11 ] |
| 28 maggio 2018  | in carica      | Giulio Florian      | Lista civica | Sindaco                 | [ 12 ] |